# NGC 3881
NGC 3881 is een spiraalvormig sterrenstelsel in het sterrenbeeld Grote Beer. Het hemelobject werd op 29 april 1827 ontdekt door de Britse astronoom John Herschel.

## Synoniemen
- MCG 6-26-34
- ZWG 186.46
- NPM1G +33.0232
- PGC 36722